# 紀伊中ノ島駅
紀伊中ノ島駅（きいなかのしまえき）は、和歌山県和歌山市中之島にある、西日本旅客鉄道（JR西日本）阪和線の駅である。駅番号はJR-R53。

## 歴史

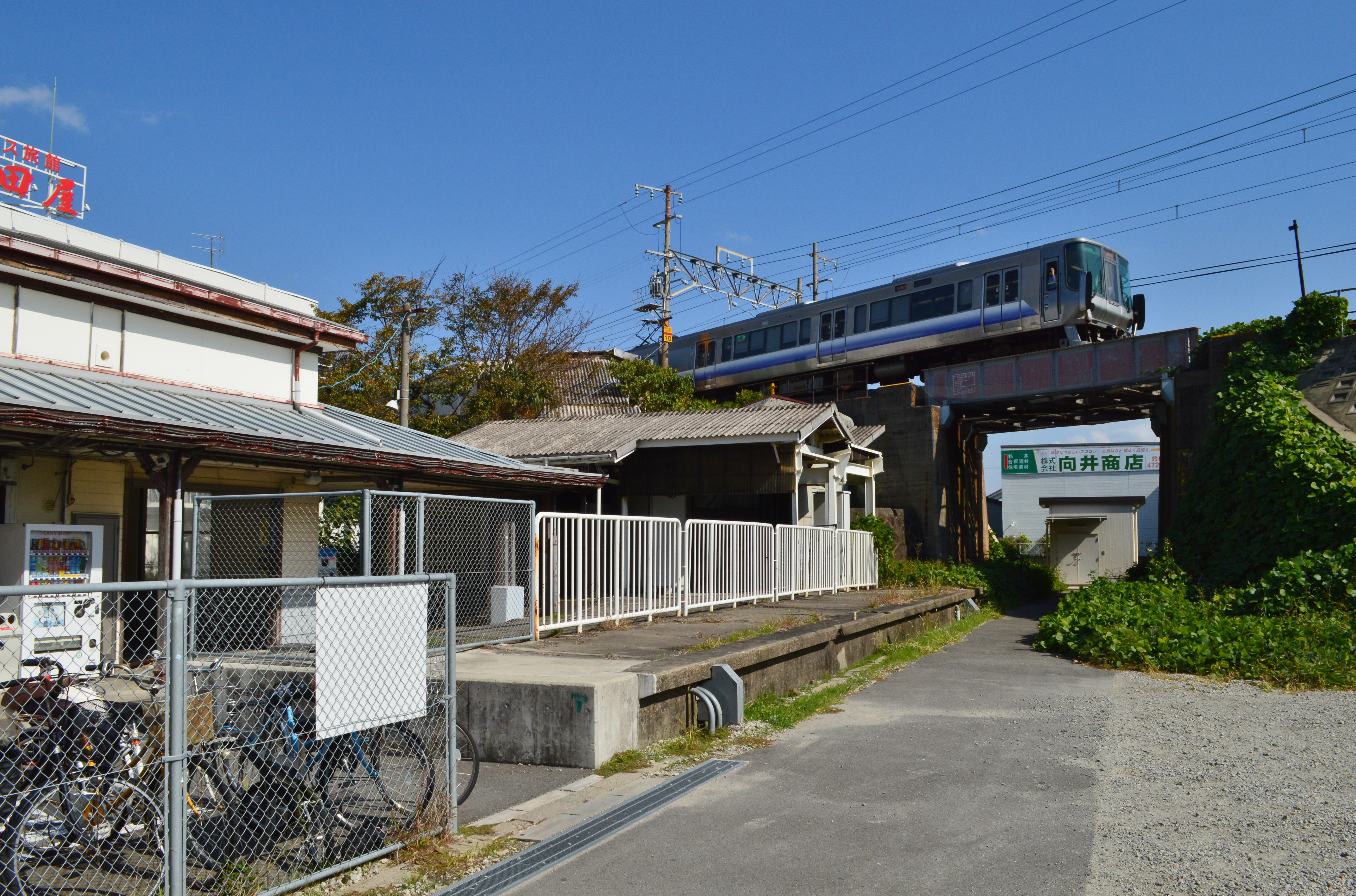
旧 和歌山線ホーム。高架は阪和線。（2018年10月）

大阪と和歌山を高速に結ぶことを目的として建設された阪和電気鉄道の中間駅として1932年（昭和7年）1月1日に開業した。(開業から1936年までは阪和中之島駅)当初から築堤上にある駅で、この駅のすぐそばで既存の鉄道省（国有鉄道）和歌山線の線路を乗り越えていた。この当時、国鉄和歌山線は東側の田井ノ瀬駅からまっすぐ西へ向かい和歌山駅（現在の紀和駅）へと通じていた。
その後、双方の連絡を行うために1935年（昭和10年）1月1日に両者の交点付近に国鉄が紀伊中ノ島駅を開業させ、同時に阪和電気鉄道の駅は102 m南の交点付近へ移転した。この時に国鉄が建設した駅舎が現存する駅舎で、またこの時に阪和電気鉄道が建設したホームが現存するホームである。国鉄・阪和電気鉄道がそれぞれ駅舎を設けていたが、1936年（昭和11年）9月25日に阪和電気鉄道の駅名を国鉄に合わせて紀伊中ノ島と改称するとともに、阪和電気鉄道側の駅舎は撤去され、駅を共同使用するようになった。その後阪和電気鉄道は南海鉄道を経て国鉄に買収され、国鉄阪和線となり阪和線と和歌山線の乗換駅となった。
阪和電気鉄道が乗りいれた東和歌山駅（現在の和歌山駅）が重要になるにつれて、和歌山線の田井ノ瀬駅から東和歌山駅へ乗り入れる線路（当時は貨物支線として設定）が1961年（昭和36年）に完成し、1968年（昭和43年）には従来の和歌山駅を紀和駅へ、従来の東和歌山駅を和歌山駅へ改称した。
この貨物支線経由の旅客列車は当初、準急列車だけであったが、やがて普通列車にもこちらを経由する列車が設定されるようになった。1972年（昭和47年）3月15日のダイヤ改正で和歌山線の定期列車がすべて和歌山駅へ直通するようになると、田井ノ瀬から当駅を経由して紀和へ向かう元来の和歌山線は支線となった。この際、当駅の所属線が和歌山線から阪和線に変更される。和歌山線の支線は、1974年（昭和49年）9月30日限りで廃止され、当駅は阪和線単独の中間駅となり、乗換駅としての機能を失った。
2008年（平成20年）8月に、この駅のホーム（阪和電気鉄道が建設したもの）の屋根を支える鉄骨が、八幡製鉄所が操業を開始した当初に製造したレールを転用したものであることが発見された。レールを転用したホーム屋根骨組みは各地に存在するものであるが、八幡製鉄所の創業当時のレールは珍しく、日本の重工業・鉄鋼史の面から貴重な産業遺産と評価され、2009年（平成21年）に産業考古学会の推薦産業遺産として認定された。
和歌山線との乗換駅となった当初は和歌山線側が短距離運用のガソリンカーのみ停車としたため、阪和電気鉄道側もガソリンカーに連絡する特急・急行のみ停車していた（特急は超特急のうち当駅停車列車を改称したもの。上り2本、下り1本）。同年11月の改正で和歌山線の通過列車が和歌山市行き最終1本のみとなると阪和側の停車本数も増加し、1937年（昭和12年）6月の改正で全ての特急・急行が停車するようになった。国有化し国鉄阪和線になった後は快速列車の停車駅となり、1993年（平成5年）3月17日までは一部の快速列車が停車していた。その後、2011年（平成23年）3月12日のダイヤ改正で紀州路快速の多くが日根野駅 - 和歌山駅間で各駅停車としたため、朝のラッシュを終えた時間帯のみ快速が停車するようになった。

### 年表
- 1932年（昭和7年）
  - 1月1日：阪和電気鉄道の六十谷駅 - 阪和東和歌山駅（現在の和歌山駅）間に中之島駅（なかのしまえき）として新設開業[1]。
  - 1月15日：阪和中之島駅（はんわなかのしまえき）に改称[1]。
- 1935年（昭和10年）
  - 1月1日：鉄道省和歌山線の紀伊中ノ島駅開業[1]。阪和電気鉄道の駅を102 m南側の国鉄線との交点へ移転。省線は短距離列車のみ停車し、阪和電鉄は当該列車と連絡する特急（超特急から改称）と急行の一部を停車させる[5]。
  - 11月1日：和歌山線のほぼすべての列車が停まるようになり、阪和電鉄も停車本数を増やす[6]。
- 1936年（昭和11年）
  - 4月1日：阪和電鉄ダイヤ改正。和歌山線列車に連絡する直急が停車するようになる[8]。
  - 6月10日：鉄道省（国有鉄道）と阪和電気鉄道の駅が共同使用となる。
  - 9月25日：阪和電気鉄道の駅が紀伊中ノ島駅に改称[1]、阪和電気鉄道側の駅舎を撤去。
- 1937年（昭和12年）4月1日：阪和電鉄ダイヤ改正。全ての特急と急行が停車するようになる。直急は廃止[7]。
- 1939年（昭和14年）下半期：阪和電鉄がホームを延長し4両編成に対応[9]。
- 1940年（昭和15年）12月1日：阪和電鉄が南海鉄道に吸収合併され[10]、南海山手線と鉄道省和歌山線の駅となる。
- 1944年（昭和19年）5月1日：南海山手線が戦時買収により国有化され、運輸通信省（国鉄）阪和線所属となる[1][10]。
- 1972年（昭和47年）3月15日：和歌山線の経路変更に伴い、当駅の所属線が和歌山線から阪和線に変更[1]。
- 1974年（昭和49年）10月1日：和歌山線の田井ノ瀬 - 紀伊中ノ島 - 紀和間が廃止[2]。阪和線のみの駅となる[2]。
- 1975年（昭和50年）5月1日：荷物扱い廃止[1]。
- 1985年（昭和60年）3月14日：無人駅化[11][12]。
- 1987年（昭和62年）4月1日：国鉄分割民営化により、西日本旅客鉄道（JR西日本）の駅となる[1][10]。
- 1993年（平成5年）
  - 3月18日：ラッシュ時の快速停車が廃止される。
  - 7月1日：阪和線運行管理システム（初代）導入。
- 1998年（平成10年）7月3日：自動改札機を設置し、供用開始[13]。
- 2003年（平成15年）11月1日：ICカード「ICOCA」の利用が可能となる[14]。
- 2009年（平成21年）：「JR紀伊中ノ島駅のレール構築物」が推薦産業遺産に認定される。
- 2013年（平成25年）9月28日：阪和線運行管理システムを2代目のものに更新。
- 2017年（平成29年）5月27日：自動改札機の使用開始。
- 2018年（平成30年）3月17日：駅ナンバリングが導入され、使用を開始。

## 駅構造
分岐器や絶対信号機を持たないため、停留所に分類される。
相対式2面2線のホームを持つ高架駅で、開業時からの古い駅舎が現在も残っている。ホームの屋根は古レールを多用したものだが、老朽化のため2023年に2番のりば側が撤去され、1番のりば側は2025年7月現在撤去工事中となっている。
かつてこの駅が和歌山線との乗り換え駅であった名残で、駅舎から和歌山線ホームを通って阪和線ホームへ達する構造であるため、2025年現在も和歌山線ホームの痕跡が残るものの、旧和歌山線ホームは、駅舎付近が阪和線ホームへの通路として使われている他は、閉鎖もしくは撤去されている。駅舎は2025年現在は、単なる待合スペースとなっている。　
和歌山駅が管理している無人駅である。ICOCA対応自動改札機・簡易型自動券売機・連絡用のインターホンが設置されている（相互利用可能ICカードはICOCAの項を参照）。トイレは改札外に男女共用汲み取り式の物がある。バリアフリー設備は設置されていない。また、構内にグループ会社の研修施設・JR西日本メンテック和歌山道場がある。

### のりば
| のりば | 路線   | 方向 | 行先                         |
| ------ | ------ | ---- | ---------------------------- |
| 1      | 阪和線 | 上り | 日根野・天王寺・関西空港方面 |
| 2      | 阪和線 | 下り | 和歌山方面                   |

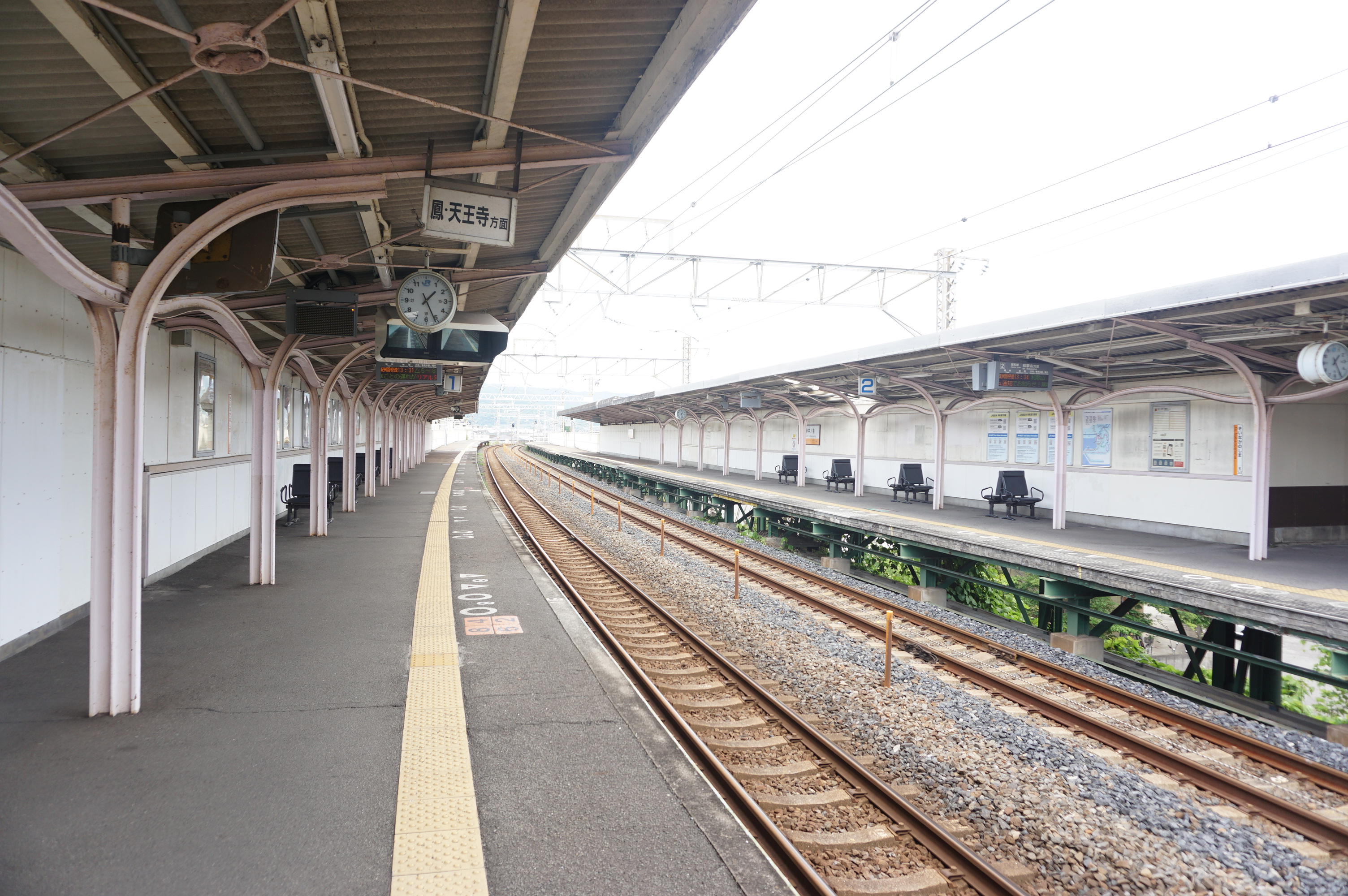
ホーム（2021年5月）

## 利用状況
「和歌山県統計年鑑」によると、近年の1日平均乗車人員は以下の通りである。
| 年度   | 1日平均 乗車人員 |
| ------ | ---------------- |
| 1998年 | 312              |
| 1999年 | 324              |
| 2000年 | 296              |
| 2001年 | 301              |
| 2002年 | 276              |
| 2003年 | 272              |
| 2004年 | 285              |
| 2005年 | 277              |
| 2006年 | 273              |
| 2007年 | 278              |
| 2008年 | 274              |
| 2009年 | 261              |
| 2010年 | 295              |
| 2011年 | 344              |
| 2012年 | 354              |
| 2013年 | 378              |
| 2014年 | 389              |
| 2015年 | 403              |
| 2016年 | 398              |
| 2017年 | 407              |
| 2018年 | 429              |
| 2019年 | 462              |
| 2020年 | 404              |
| 2021年 | 418              |
| 2022年 | 466              |

## 駅周辺
周辺は主に住宅地である。
- 和歌山市立紀之川中学校
- 日本郵便 和歌山天王郵便局
- 和歌山刑務所

以前は以下の停留所が存在したが、2020年3月末を以て、路線と共に廃止された。
- 和歌山バス那賀那賀線 阪和駅前停留所

## 隣の駅
西日本旅客鉄道（JR西日本）
 阪和線
■快速・■直通快速
通過
■紀州路快速（朝の下りの一部は通過）・■区間快速（平日のみ運転）・■普通
六十谷駅 (JR-R52) - 紀伊中ノ島駅 (JR-R53) - 和歌山駅 (JR-R54)

### かつて存在した路線
日本国有鉄道
和歌山線（旧線）
田井ノ瀬駅 - 紀伊中ノ島駅 - 紀和駅